# Сакакибара (род)
Сакакибара (яп. 榊原氏 Сакакибара-си) — японский самурайский род.

## История
Клан Сакакибара был ветвью клана Минамото в период Эдо. Род возник в XVI веке, его статус был повышен в 1586 году.
В период Эдо клан Сакакибара был определен как один из кланов фудай-даймё, которые были наследственными вассалами или союзниками клана Токугава.
Род Сакакибара происходил от Никки Саданаги из династии Минамото (ветвь Сэйва-Гэндзи). Первым имя Сакакибара принял сын Саданаги, проживавший в провинции Исэ. Он взял имя Сакакибара Тосинага.
Сакакибара Ясумаса (1548—1606) был союзником Токугава Иэясу в период Сэнгоку. За свои таланты он получил разрешение использовать иероглиф Иэясу (второй иероглиф из имени Иэясу) в своём имени. Вместе с Сакаи Тадацугу, Ии Наомасой и Хондой Тадакацу, он был известен как один из «четырех небесных королей» Токугава Иэясу. В 1590 году Сакакибара Ясумаса получил во владение от Токугава Иэясу Татебаяси-хан в провинции Кодзукэ с доходом 100 000 коку. Сыновья Ясумаса воевали на стороне сёгуната Токугава во время осады Осаки в 1614 и 1615 годах. Ему наследовал его третий сын Сакакибара Ясукацу (1590—1615). В 1615 году его преемником стал приёмный сын Сакакибара Тадацугу (1605—1665), 3-й даймё Татебаяси-хана (1615—1643).
В 1643 году Сакакибара Тадацугу и его клан были переселены в Сиракава-хан (140 000 коку) в провинции Муцу. В 1649 году Сакакибара Тадацугу получил во владение Химэдзи-хан в провинции Харима с доходом 150 000 коку. Ему наследовал его сын Сакакибара Масафуса (1641—1667), 2-й даймё Химедзи-хана (1665—1667), и внук, Сакакибара Масатомо (1665—1683), 3-й даймё Химедзи-хана (1667). В 1667 году Масатомо был переведен в Мураками-хан в провинции Этиго (150 000 коку). В 1683 году ему наследовал его приёмный сын Сакакибара Масакуни (1675—1725), 2-й даймё Мураками-хана в 1683—1704 годах.
В 1704—1741 годах клан Сакакибара вторично правил в княжестве Химэдзи. В 1704 году из Мураками-хана в Химэдзи был переведен Сакакибара Масакуни (1675—1726). Его сменил его сын Сакакибара Масасукэ (1705—1732), правивший в 1726—1732 годах. Ему наследовал его сын Сакакибара Масаминэ (1715—1743), 3-й даймё Химэдзи-хана (1732—1741). Его сменил его сын Сакакибара Масанага (1735—1808), 4-й даймё Химэдзи-хана в 1741 году. В том же году он был переведен в Такада-хан (150 000 коку) в провинции Этиго in Echigo Province. . Его потомки управляли княжеством Такада вплоть до Реставрации Мэйдзи в 1868 году. Последним (6-м) даймё Такада-хана был Сакакибара Масатака (1843—1927), правивший в 1861—1871 годах. Во время Войны Босин (1868—1869) Такада-хан выступал на стороне императора Мэйдзи против сторонников сёгуната Токугава.
В 1884 году Сакакибара Масатака, глава клана Сакакибара, получил титул виконта в системе новой японской аристократической иерархии (кадзоку).